# Wittenborn
Wittenborn település Németországban, Schleswig-Holstein tartományban. Lakosainak száma 1094 fő (2023. december 31.).

## Népesség
A település népességének változása:
| Lakosok száma | 694  | 953  | 973  | 995  | 1046 | 1094 |
|               | 1975 | 2017 | 2019 | 2021 | 2022 | 2023 |